# Lepadella rhomboides
Lepadella rhomboides är en hjuldjursart som först beskrevs av Gosse 1886.  Lepadella rhomboides ingår i släktet Lepadella och familjen Lepadellidae.

## Underarter
Arten delas in i följande underarter:
- L. r. leentvaari
- L. r. rhomboides
- L. r. signiensis